# Conseil du peuple (Maldives)
Pour les autres articles nationaux ou selon les autres juridictions, voir Assemblée du peuple.
20e législature
Bâtiment du Conseil du peuple
Le Conseil du peuple (en maldivien : ރައްޔިތުންގެ މަޖިލިސް romanisé : Rayyithunge Majilis) est le parlement monocaméral de la république des Maldives.
Les dernières élections ont eu lieu le 21 avril 2024.

## Système électoral
Le Conseil du peuple se compose de 93 sièges — contre 85 de 2014 à 2019 et 87 jusqu'en 2024 — pourvus pour cinq ans au scrutin uninominal majoritaire à un tour dans autant de circonscriptions électorales.